# Stora Öråsen
Stora Öråsen är ett naturreservat i Hudiksvalls kommun i Gävleborgs län.
Området är naturskyddat sedan 2005 och är 51 hektar stort. Reservatet omfattar en höjd med detta namn och består av granskog och myrmarker.